# Club Atlético River Plate (Uruguay)
Pour les articles homonymes, voir River Plate.
Ne doit pas être confondu avec River Plate Football Club ou Club Atlético River Plate.
Maillots
Actualités
Le Club Atlético River Plate est un club uruguayen de football basé à Montevideo. 

## Historique
- 1932 : fondation du club par fusion du CA Capurro et de l'Olimpia FC

## Palmarès
- Championnat d'Uruguay de deuxième division
  - Champion : 1943, 1967, 1978, 1984, 1991, 2004